# Çöl Qubalı
Çöl Qubalı è un comune dell'Azerbaigian situato nel distretto di Kürdəmir. 